# مقاطعة لامرد
مقاطعة لامرد (بالفارسية: شهرستان لامرد) هي إحدى مقاطعات في محافظة فارس في إيران. مركز مقاطعة لامرد هو مدينة لامرد. عدد سكان المقاطعة عام 2006 كان 78692 نسمة.

## نواحي مقاطعة لامرد
- الناحية المركزية
- ناحية أشكنان
- ناحية علاء مرودشت
- ناحية تشاه ورز